# シーン・カーシッド

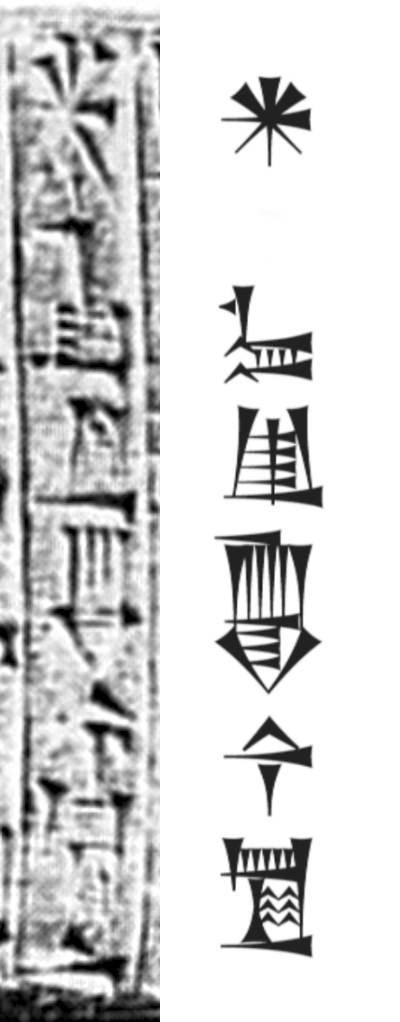
シーン・カーシッドの名前は、彼の石板の一つにあり、標準的なシュメール・アッカドの楔形文字で書かれている

シーン・カーシッド（アッカド語: 𒀭𒂗𒍪𒂵𒅆𒀉, ラテン文字転写: Sîn-kāšid）は、紀元前18世紀前半の古代メソポタミアの都市ウルクの王。
正確な在位期間は不明だが、おそらく紀元前1803-1770年頃（低年代説）か紀元前1865-1833年頃（中年代）と思われる。多くの碑文が現存しているため、長い期間在位していた可能性が高く、ラルサのヌル・アダド（紀元前1801年～1785年）やイシン第1王朝のエンリル・バーニ（紀元前1798年～1775年頃）と同時代の人物として知られている。また、歴代のウルク王との関係がないことや、碑文に父親の名がないことから、シーン・カーシッドが王朝の初代と考えられている。シーン・カーシッドはバビロン第1王朝のスム・ラ・エル（紀元前1817～1781年頃）の娘・シャールトゥム（Šallurtum）を妻とし、シーン・カーシッドの宮殿跡から出土した粘土製の3つのブラ（シール）には、妻の名と諡号が記されている。

## 略歴
シーン・カーシッドは、当初はイシン王の影響下にあったウルク近郊の小さな町・ドゥルム（Dūrum）の総督であったと思われる。ドゥルムではシーン・カーシッドにより、神々の一人であるルガル・イラのための「Eniḫušil」（恐るべき華麗さを持つ家）と、もう一人の神メスラムタ・エアのための神殿エメスラムが建設された。シーン・カーシッドのメスラムタ・エア神への手紙は、後世のベル・レットル（模範的美文）として写本の教育に用いられるようになった。
シーン・カーシッドはラルサの支配からウルクの都市国家を奪い取ることに成功し50年の王朝を築いた。彼はアムナヌム（Amnānum）族の王家に属しており、碑文では「アムナヌム族の王」という称号で呼ばれている。系譜上の繋がりがあったバビロン第1王朝からは第2代王の娘と結婚して、繋がりをより強固なものとした。
シーン・カーシッドは巨大な宮殿「Ekituššaḫula」（「歓喜の家」）を建設した。その壁に埋め込まれた多数の煉瓦、石板、円錐（写真の例）は世界中の博物館に収蔵されており、
シーン・カーシッドは当時の政治的な出来事で示唆されていたよりも遥かに大きな存在感を示している。遺跡の一室で発見された25の学校のテキストのテキストコーパスには数学の問題や語彙リストが含まれている。
シーン・カーシッドはイアンナ（天の家）と呼ばれていた神殿を再建し、その中にアヌとイナンナのためにEpapaḫ（セラ（内室）を作り、その後、自身を「ú-a-é-an-na」（イアンナの提供者）と称した。シーン・カーシッドは女神ナナヤの神殿（E[ša]ḫula）のための 「楕円形」の建設、エンキ、イシュクル、ニンティヌガのためのEgal-maḫ、およびルガルバンダとニンサンのための神殿（Ekankal）など、多くの宗教的な施設を建てた。シーン・カーシッドは娘のNīši-īnīšuをルガルバンダのNIN-DINGERの巫女として配し、entuの巫女のために「輝くギパー」（shining gipar）または住居を建設した。
シーン・カーシッドの宗教的な基金の碑の中には、大麦、羊毛、銅、植物油などの価格が安かったことに言及しているものがある。これは好調な経済を描写することで、彼の治世に神寵のあったことを表現している。現存する同時代の取引文書と比較すると、この価格設定は市場価格の約3分の1というユートピア的なものだったが、シーン・カーシッドの宣伝手法は後に、ラルサのシン・イディナムとシン・イキシャム、アッシリアのシャムシ・アダド1世などが手本にするようになる。
のち息子のSîn-irībam、孫のSîn-gāmilのIlum-gāmil、出自不明のEtēiaが王位を継承した。続いてAn-amとその息子のÌR-ne-ne（イルダネン）が新たな王朝を興したが、これらの王は前王朝のアッカド人の名前ではなくシュメール語の名前を採用した。
シーン・カーシッドの娘は、ドゥルム市のメスラムタ・エア神の高僧であるニンサタパダ（Nin-šatapada）であり、彼女はリム・シン1世（紀元前1758-1699年頃）のための祈祷文を書いたと言われている。6通現存しており、内容は彼女が追放を終わらせるようにリム・シン1世に懇願したことが書かれている。この文章は老年期に書かれ、ニンサタパダが4、5年間ドゥルムから追放された後、老年期に書いたと考えられている。リム・シン1世は彼の統治20年目（紀元前1739/38年頃）に与えた年名「古代オリエントの編年を参照）のなかでウルクを祝福している。翌年彼はAn-am（アンナム）の息子であり後継者であるÌR-ne-neや（イルダネン）を追い出し、ウルクを占領した。
なおこの手紙は、シーン・カーシッドの短い王朝を継承したシュメールの名を冠した王たちを転覆させたリム・シン1世に思想的な正当性を持たせるため、ラルサの後の書記によって創作された可能性が残っている。

## ギャラリー

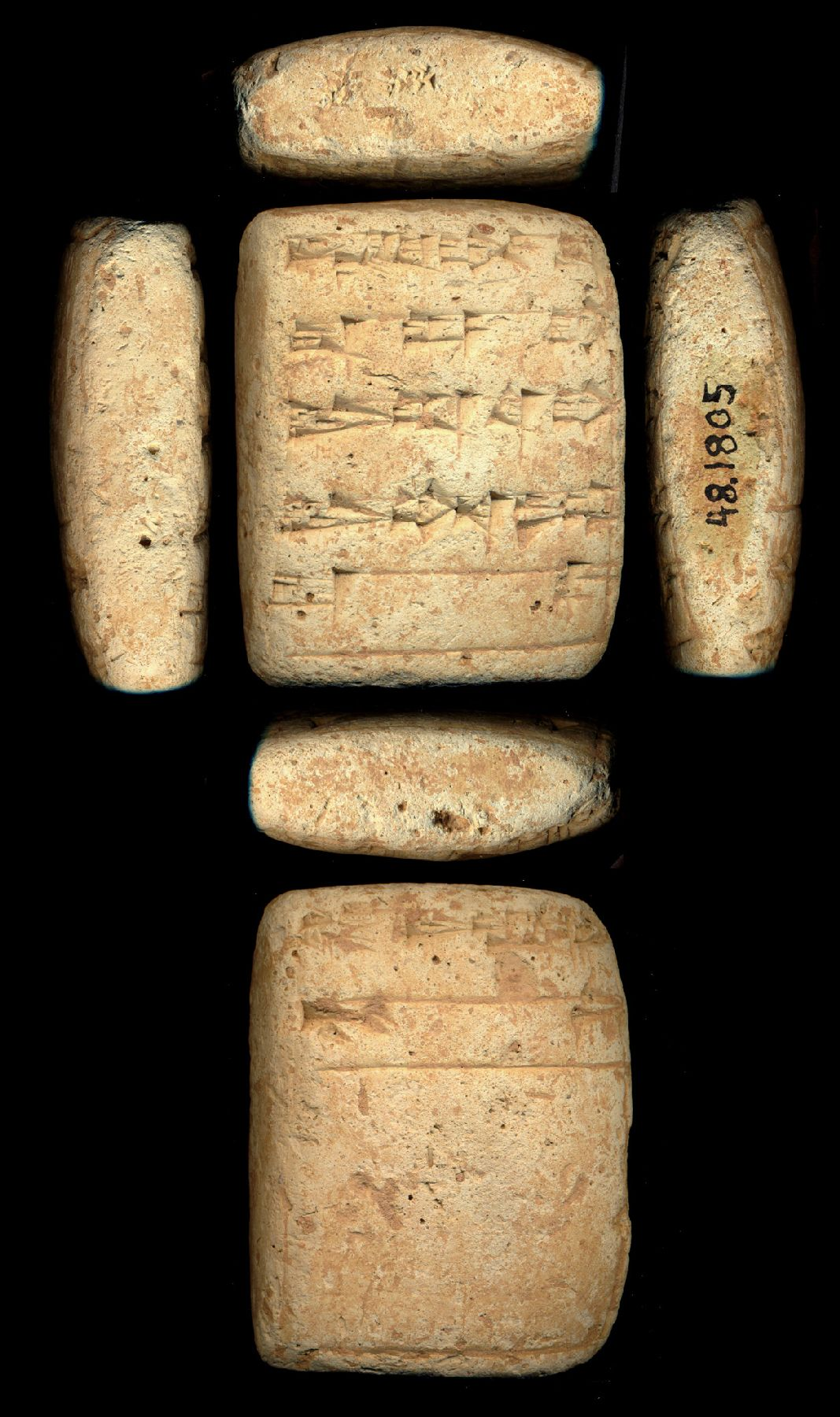
シーン・カーシッドの建物に奉納と刻まれた楔形石版（ボルチモア ウォルターズ美術館所蔵）
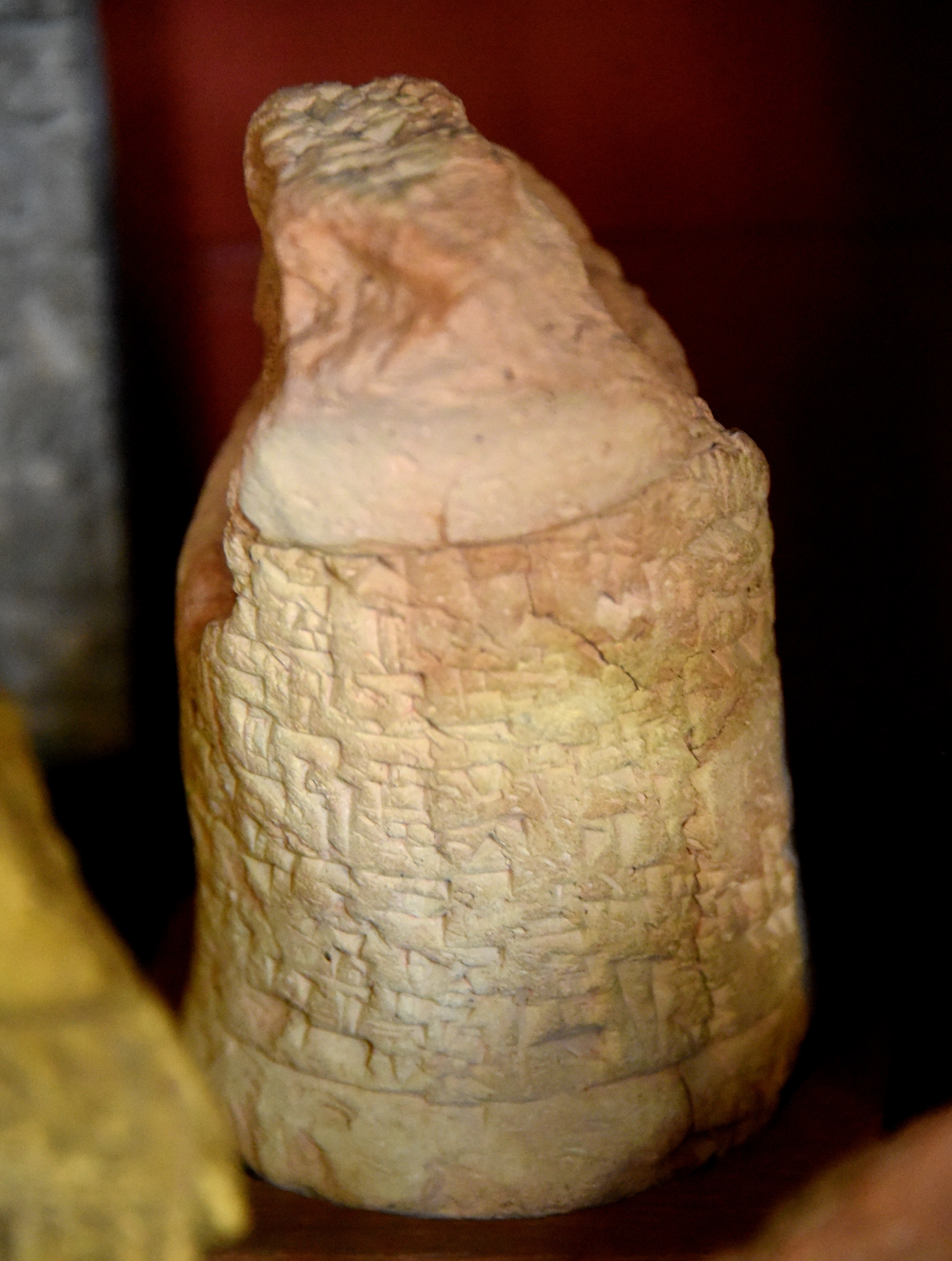
シーン・カーシッドの名が刻まれた奉納円錐、紀元前18世紀、ウルク産（大英博物館収蔵）
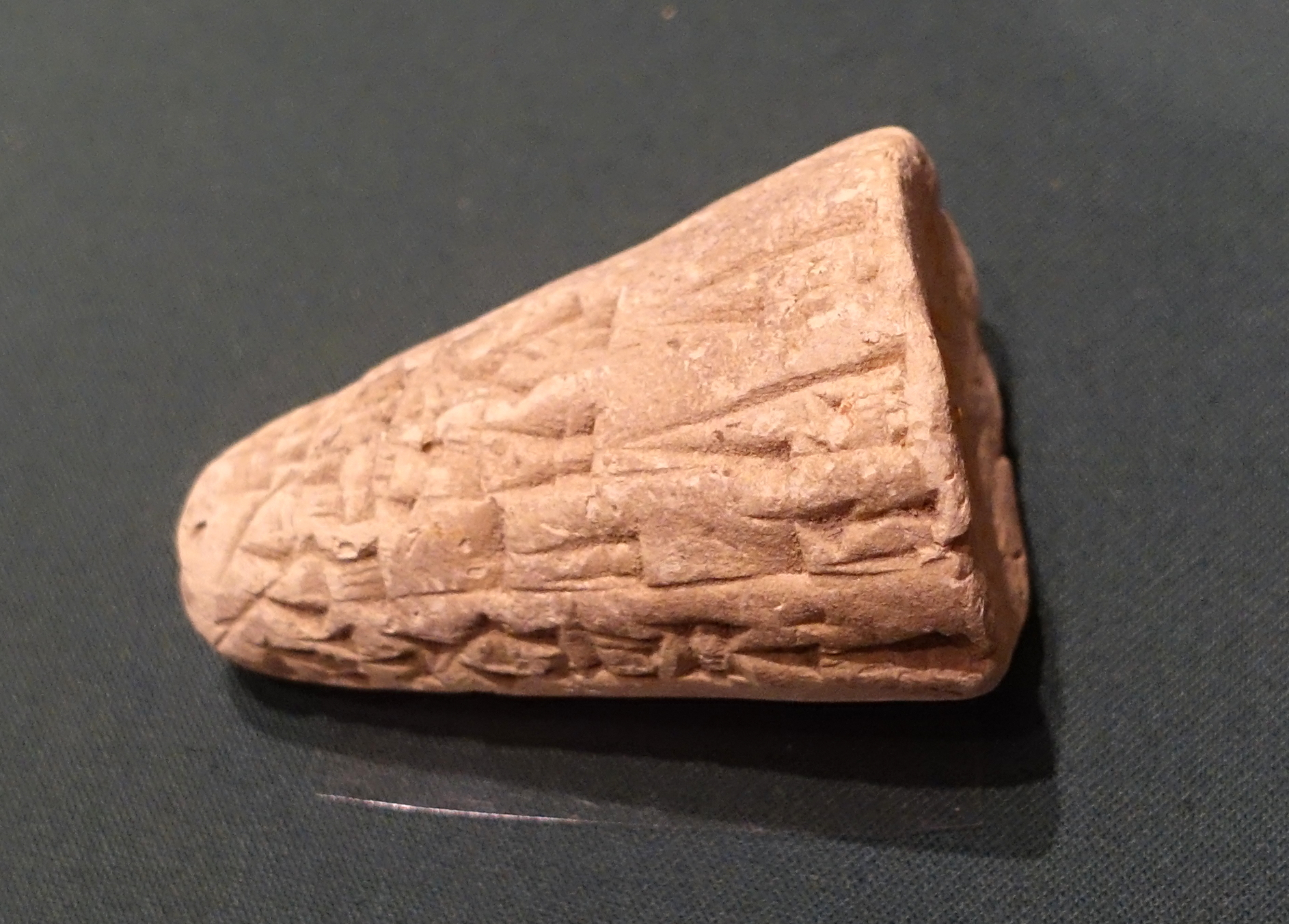
シーン・カーシッドの円錐（シッカトゥ） 紀元前1850年頃 - シカゴ大学東洋研究所博物館
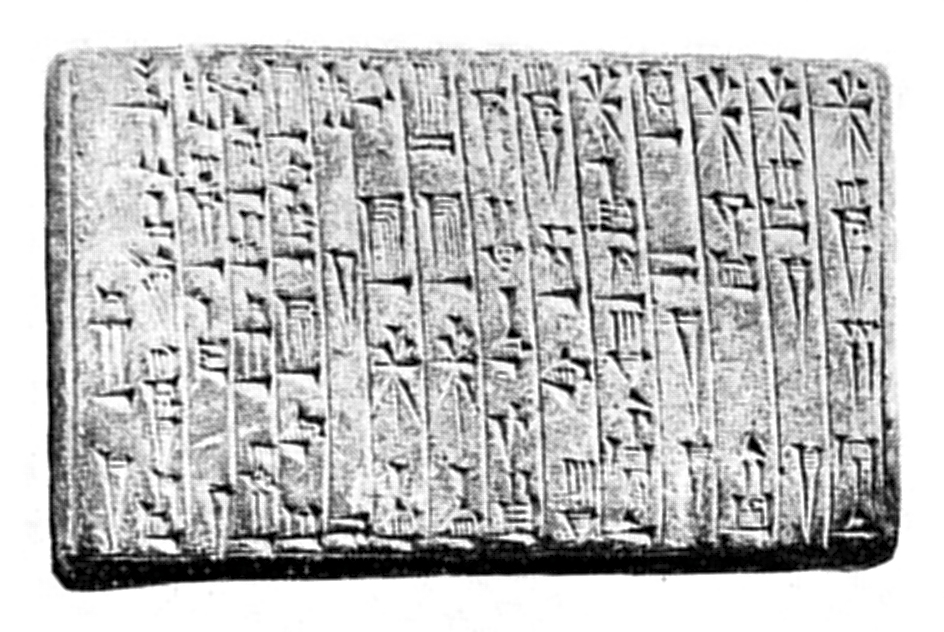
ウルクの王、シーン・カーシッドの石版（新バビロニア写本）